# Гиталов, Виктор Никонович
Виктор Никонович Гиталов (род. 8 октября 1940 год, Тихорецк, Краснодарский край) — фрезеровщик Климовского машиностроительного завода имени В. Н. Доенина Климовского производственного объединения текстильного машиностроения Министерства машиностроения для лёгкой и пищевой промышленности и бытовых приборов СССР, Московская область. Герой Социалистического Труда (1981).
Родился в 1940 году в Тихорецке. Окончил ремесленное училище в Ростове-на-Дону. До службы в армии трудился формовщиком на заводе «Ростсельмаш». Проходил срочную службу в ракетных войсках в Подмосковье. После армии работал фрезеровщиком на Климовском машиностроительном заводе.
Досрочно выполнил личные социалистические обязательства и производственные задания Десятой пятилетки (1976—1980). Указом Президиума Верховного Совета СССР от 10 марта 1981 года «за выдающиеся производственные достижения, досрочное выполнение заданий десятой пятилетки и социалистических обязательств» удостоен звания Героя Социалистического Труда с вручением ордена Ленина и золотой медали «Серп и Молот».
Окончил Подольский машиностроительный техникум. В 1984 году был назначен начальником цеха № 15 по производству товаров народного потребления Климовского машиностроительного завода.
Супруг Героя Социалистического Труда Валентины Егоровны Гиталовой.
После выхода на пенсию вместе с супругой возвратился в Тихорецк.
Награды
- Герой Социалистического Труда
- Орден Ленина — дважды (19.02.1974; 10.03.1981)
- Орден «Знак Почёта» (18.06.1971)